# Бережница (Волынская область)
Бережница (укр. Бережниця) — село в Маневичской поселковой общине Камень-Каширского района Волынской области Украины.
До 2020 года входило в Маневичский район.
Код КОАТУУ — 0723687302. Население по переписи 2001 года составляет 401 человек. Почтовый индекс — 44622. Телефонный код — 3376. Занимает площадь 53,5 км².